# Српска штампа у свијету
Српску штампу не чине само листови и часописи који су покретали и издавали српски исељеници у појединим земљама, иако су та гласила најбројнија. У тој групацији су и листови које су у појединим земљама покретали избјегли органи и организације Краљевине Србије за вријеме Првог свјетског рата и органи избјегличке владе Краљевине Југославије у току Другог свјетског рата.

## Много малих подвига
Постоје листови који су прије обнове српске државе, и знатно касније, излазили у Бечу и Пешти, градовима у којима је живио знатан број Срба и који су у исто вријеме представљали и српске културне центре. Када се имају у виду историјске околности под којима су се формирале српске колоније у Аустрији и Јужној Угарској и, посебно, оно што су Срби, школовани у тим земљама учинили за културни развој Србије, тај дио нашег живља се не може одвајати од матичног народа и његовог културног и духовног бића.

## Одлике српске штампе
- Прва одлика говори о бројци од 490 наслова која се не може узети као коначна, но ипак се може узети као величина која заслужује поштовање. Мада су многи од тих листова и часописа били кратког вијека, а неки су се угасили послије првог броја, али и сам покушај да се изда један лист или часопис, најчешће у безизгледним материјалним и другим условима, представља својеврсни подвиг.
- Другу димензију српске штампе у свијету представља њена распрострањеност. Готово да нема значајније земље на четири континента на којима се ширила српска штампа у којој није излазио неки лист или часопис на српском језику. У ствари, такав географски размјештај исељеничке штампе најбоље илуструје којим путевима и правцима се кретала српска дијаспора, гоњена најчешће жељом и потребом да нађе оно што јој је недостајало у сопственој домовини.
- Трећа, одлика српске штампе у дијаспори не може се вјерно изразити бројчаним приказом, колико се може осјетити читањем назива појединих гласила. Сачувани примјерци листова са тим насловима ће остати не само видни трагови о путевима нашег исељеништва, већ и својеврсно свједочанство о томе како су се наши људи, одвојени од своје матице, осјећали и чему су тежили.

## Калифорнијски вјесници
Стицај разних околности учинио је да први лист из кога су наши исељеници у Калифорнији, већином приморци – Срби из Лике, Далмације и Боке, добијали неопходне информације, излазио на италијанском језику, иако га је покренуо и уређивао Велимир Ћеловић, Србин из Далмације. Познати истаживач историје југословенског исељеништва Адам Етеровић, који живи у Пало Алту у Калифорнији, то објашњава чињеницом да је средином прошлог века у Калифорнији било више италијанских него наших исељеника, а безмало сви школовани Далматинци који су тада живјели у Сан Франциску и околини говорили су италијански. Тај лист који је покренут 1859. године носио је назив L’Eco dela Patria.
Готово у исто вријеме о југословенским исељеницима у Сан Франциску писао је и разним порукама им се обраћао и лист чешких исељеника The Slavie of Racine, који је излазио у америчкој држави Висконсин. А прве новине српских исељеника појавиле су се нешто касније. У Сан Франциску 1886. године изашао је лист Србин Американац (The American Serb), који је покренуо и уређивао В. М. Гопчевић. Према ономе што је о том листу забиљежио Вук Драговић у књизи „Српска штампа између два рата“, штампарија у којој је штампан тај лист била је и прва српска штампарија у САД. Годину дана касније, такође у Сан Франциску, покренут је лист Драшкова слога, који је уређивао М. Чуда. Међутим, ови први калифорнијски вјесници наших исељеника нису били дугог вијека. Бољу судбину је доживио лист Слобода, који је у Сан Франциску излазио од 1893. до 1908. године. Први уредници тог листа били су Шпиро и Ристо Радуловић и М. Чуда, а у заглављу је стајало да је то орган српске колоније у САД.
Од листова покренутих у периоду раног досељавања и касније, најзначајнији је Американски Србобран, покренут у Питсбургу 1906. године. То је лист који непуно стољеће у континуитету обавјештавао српско исељеништво у САД и Канади о збивањима у њиховој старој и новој домовини. Затим, Радничка стража, покренута 1907. у Чикагу, која ће, преименована 1918. године у Народни гласник, као орган Југословенског социјалистичког савеза излазити све до 1918. године, и Слободна ријеч, покренута у Питсбургу 1934. године и излазила до 1946. године, која је одиграла значајну улогу у развоју радничког покрета међу нашим исељеницима у САД и Канади.

## Наглашена српска оријентација
Друга земља на сјеверноамеричком потконтиненту – Канада, иако по броју листова који су издавали српски исељеници није богата као САД, играла је значајну улогу у историји штампе српског исељеништва. Прве новине које су српски исељеници покренули у тој земљи биле су Канадски гласник. Он се појавио средином јула 1916. године у Веланду (Онтарио), али је био кратког вијека. Излазио је нешто више од годину дана. Међутим, српско исељеништво у Канади је и прије појаве тог листа добијало и читало штампу коју су издавали наши исељеници у САД. Али, што се више повећавао број српских исељеника у Канади, расла је и потреба за изадавањем сопствених новина. Међутим, покушаји учињени почетком тридесетих година били су ограниченог домета. Разлог су биле материјалне прилике, али и наглашена љевичарска оријентација тих гласила, коју нису толерисале тамошње власти. Од листа Незапослени радник, покренутог у Ванкуверу 1929, у време економске кризе, који је прве двије године издаван као шапирографисани билтен, настао је 1930. лист Борба, чије је сједиште било у Торонту. Нешто боље среће је био лист Глас Канаде, на чијем челу је био Божа Марковић. Тај лист, који је имао наглашену српску оријентацију, излазио је у Торонту непрекидно од 1934. до 1944. године. Од 1944. у Торонту у Виндзору излази лист Глас канадских Срба у коме су сарађивали и били његови уредници познате личности из српског исељеништва у Канади. Традицију љевичарских листова југословенских исељеника у Канади наставиле су и средином осамдесетих година окончале Наше новине које су излазиле у Торонту и имале наглашену социјалистичку и југословенску оријентацију.

## Југословенство на Пацифику
Листови на јужноамеричком потконтиненту, у већини случајева су и својим називима испољавали југословенску оријентацију. Огромну већину нашег исељеништва чинили, а и данас чине, Далматинци, уз знатно мањи број Срба, углавном из Лике, Далмације и Херцеговине, и Црногораца. Дуга је и занимљива прича како су се ти југословенски оријентисани исељеници, на почетку Првог свјетског рата окупили и створили снажну патриотску организацију Југословенску народну одрбану, која ће током читавог рата играти значајну улогу у ширењу југословенске идеје међу нашим исељеницима на подручју Јужне Америке и пружању моралне и материјалне подршке Југословенском одбору у Лондону у српској влади на Крфу и њиховим напорима за стварање заједничке југословенске државе.
Коријени таквог опредјељења могли су се назрети и у првом листу наших исељеника, који се на том простору појавио далеке 1883. године. То је била Искра славјанске слободе, коју је у Буенос Аиресу издавао и уређивао Динко Грисогоне Бартолаци. Његова главна преокупација је била, како тврди Љубомир Антић, аутор књиге Наше исељеништво у Јужној Америци и стварање Југословеснке државе 1918, „за славенство, а против германизације“. Већ на првој скупштини, одржаној почетком маја 1915. године у Антофагасти (Чиле), на којој је формирана Привремена управа Југословенске народне одбране, којој ће приступити све организације наших исељеника на Пацифичкој обали овог потконтинента, учесници су се опредјелили да домовини пруже „достојну и обилату“ помоћ, која ће „нешто допринијети за ускрнуће наше мале Југославије“.
Оснивањем Југословенске народне одбране почео је и покрет издавања исељеничких листова са југословенским називима. Званични орган ЈНО био је прво лист Југославија покренут 1915. у Антофагасти, који је 1916. године преименован у лист Југословенска држава, у коме су сарађивале и многе угледне личности из домовине. Највише листова са југословенском оријентацијом излазило је у Чилеу и Аргентини, где је била и највећа концентрација тако опредељених исељеника.
Штампа наших исељеника у Аустралији је нешто другачија од оне на америчком континенту. Разлика је у томе што су људи из наших крајева знатно касније почели масовније да одлазе у ту земљу, па су и листови који су тамо покретани новијег датума. Сем тога, структура југословенских исељеника у Аустралији (као и у неким другим земљама) посијле Другог свјетског рата се знатно измијенила. Пристигли су у знатном броју припадници различитих политичких струја и покрета који су, незаовољни исходом рата и успостављањем нове власти у земљи, почели да покрећу листове са наглашеним политичким опредјељењима и да преко њих настављају међународну борбу.

## Живот посвећен исељеништву
Најзначајнији лист наших исељеника у Аустралији био је недјељник Напредак, покренут 1936. године у Сиднеју, послије неколико покушаја издавања илегалних листова, које су покетали наши исељеници за вријеме познатих штрајкова рудара у Брокен Хилу, а тамошње власти су их забрањивале. Јесна анализа десетогодишњег писања Напретка представља изванредно свједочење не само о томе како су живели и са каквим проблемима су се суочавали наши исељеници у тој земљи, већ и колико су се трудили да својој старој домовини помогну да ријеши нека витална питања.
Од осталих листова на овом континенту ваља поменути и Ново доба, недјељни лист покренут после другог свјетског рата, који се дуго сврставао у најбоље листове српских и југословенских исељеника. За Напредак и Ново доба везано је име нашег угледног исељеника Ивана Косовића, који је читав радни вијек посветио уређивању ових листова.
Наши исељеници на Новом Зеланду нису имали много листова, али је занимљиво да је у тој земљи покренут један од најстаријих листова наших исељеника. Била је то Братска слога, покренута 1899. године у Окланду.
Према ономе што је до сада утврђено, на афричком континенту наши исељеници су покенули свега – пет гласила, и то два у Каиру и три у Јоханезбургу гдје постоји доста бројна колонија наших исељеника, претежно далматинских Хрвата, Црногораца и Срба. Из неких докумената се види да је у Каиру, током другог свјетског рата, југословенска избјегличка влада издавала свој лист, који је стизао до наших исељеника у Јужној Африци, али се не зна датум покретања и тачан назив листа.

## Главне концентрације гласила
Као значајне концентрације штампе наших исељеника истичу се поједине земље у Европи и Америци. На америчком континенту прво место заузимају Сједињене Америчке Државе са 150 листова и часописа. Затим, Аргентина, са 26 и Канада са 23 гласила. у Европи је испред свих Француска са 52 листа. На другом месту је Мађарска са 36 гласила (у тај број су укључени и листови који су излазили у Јужној Угарској до 1918. године). Затим слиједе: Аустрија и Њемачка са по 23, Швајцарска са 20, Уједињено Краљевство са 18, Румунија, Грчка са 13 и бивши Совјетски Савез са 12 листова.
У Аустралији и на Новом Зеланду излазило је укупно 17 листова, а на афричком континенту свега пет гласила наших исељеника.